# Dan Eliasson

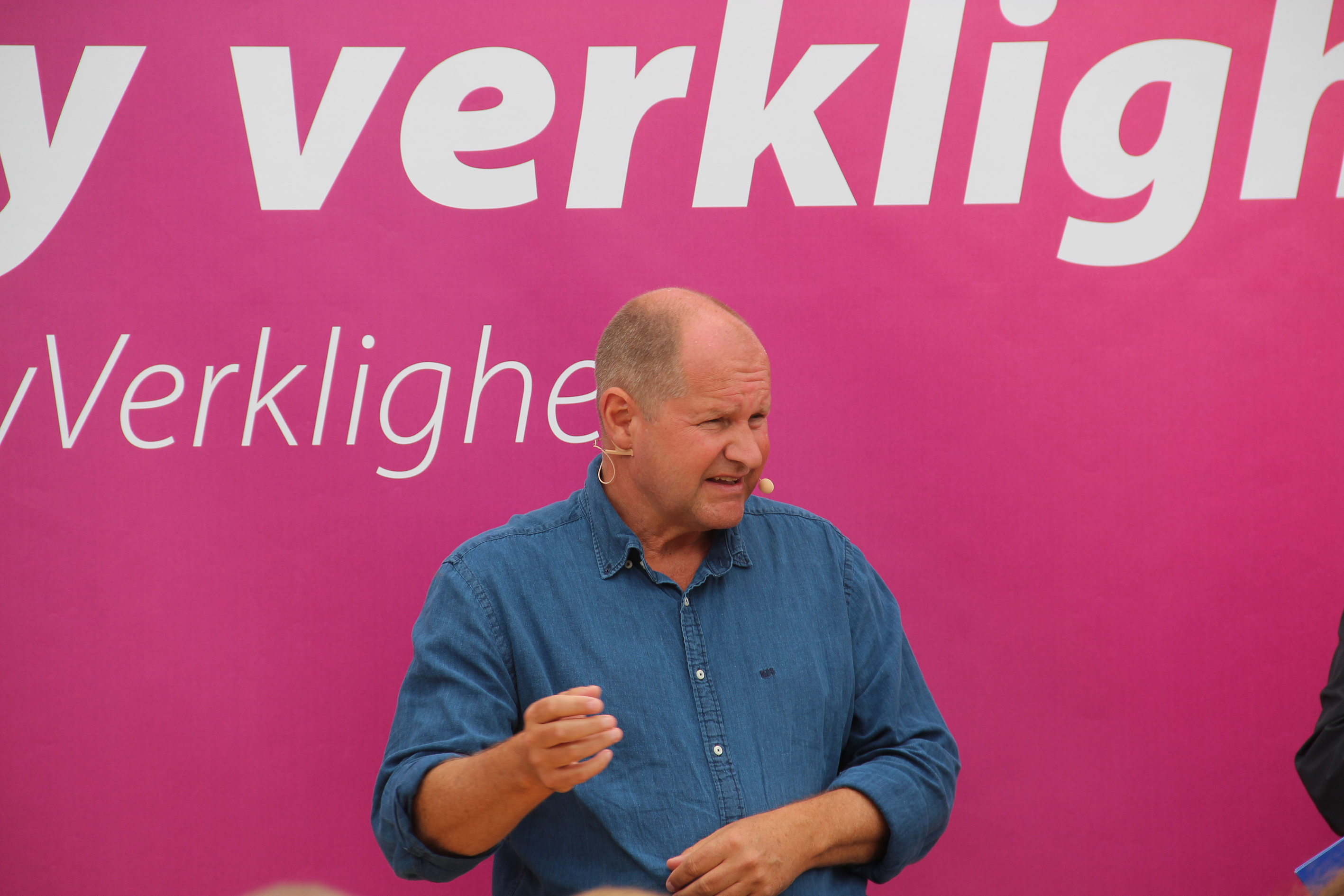
Dan Eliasson (2016)

Dan Tore Eliasson (* 14. August 1961 in Sundsvall) ist ein schwedischer Rechtsanwalt und politischer Beamter.

## Leben
Dan Eliasson wuchs in der Bergbaustadt Garpenberg auf. Nach einem Juraabschluss an der Universität Uppsala arbeitete Eliasson 1989–1991 für die EFTA in Genf, danach ging er in den Staatsdienst.
Von 2007 bis 2011 war er Generaldirektor des Einwandereramtes (Migrationsverket), anschließend Vorstand der Schwedischen Sozialversicherung (Försäkringskassan).
Von 2015 bis 2018 war Eliasson der Reichspolizeidirektor. Danach leitete er die Behörde für Zivilschutz und Bereitschaft und war in dieser Position führend an der schwedischen Corona-Strategie beteiligt.
Dan Eliasson ist Mitglied der Socialdemokraterna.